# آنا دانيال
آنا دانيال (بالبرتغالية: Ana Daniel‏) هي كاتِبة وشاعرة برتغالية، ولدت في 19 مايو 1928 في لشبونة في البرتغال، وتوفيت في 30 نوفمبر 2011 في شنترة في البرتغال.